# Ebba Elgenstierna
Ebba Dagmar Ulrika Elgenstierna, född 17 augusti 1909 i Stockholm eller i Häggenås i Jämtlands län, död 23 mars 2016 i Uppsala, var en svensk sjuksköterska.

## Biografi
Ebba Elgenstierna var dotter till Magnus Reinhold Elgenstierna (1877–1960) och Dagmar Carolina Michaella Gripenstedt (1888–1969). Hon hade fem syskon – Reinhold Magnus Elgenstierna (1910–1981), Johan Wilhelm Magnus Elgenstierna (1911–1998), Ingrid Dagmar Evelina von Bahr (1913–1970), Dagmar Carola Kalnins (1916–1981) och Carl-Magnus Ambjörn Elgenstierna (1919–1991).
Hon gifte sig den 9 juni 1937 med Gösta Fredrik Öberg (1909–2007), sedermera överläkare och chef för Epidemiska sjukhuset i Uppsala, och de fick sonen Bo (född 1939) samt döttrarna Margareta (född 1942), Elisabet (född 1944) och Ingrid (född 1946).
Hon fick som 19-åring, genom Svenska Cypernexpeditionens ledare Einar Gjerstad, anställning som "nurse" i en engelsk familj på Cypern. Fritiden tillbringade hon med familjen Gjerstad och fick på så sätt insyn i expeditionens utgrävningar. Med stor sannolikhet var hon även själv med vid utgrävningarna. Hon kom att tillbringa två år på Cypern.
Makarna Öberg är begravda på Uppsala gamla kyrkogård.